# Partido Reformista (Mandato británico de Palestina)
El Partido de la Reforma o Partido Reformista (transliterado como; Hizb-al-Islah) fue un partido político palestino fundado por Husayn al-Khalidi durante el Mandato británico de Palestina el 23 de junio de 1935.

## Historia

### Formación e ideología
En el momento de la formación del partido, al-Khalidi era alcalde de Jerusalén. No tenía muchos seguidores fuera de Jerusalén, pero sus opiniones fueron ampliamente publicadas en la prensa árabe. Su programa exigía la libertad de Palestina, el autogobierno, el bienestar de los agricultores y los trabajadores, el fomento de la educación y la oposición a un la creación de un estado separado solo para judíos.
Desde su formación el 25 de abril de 1937, al-Khalidi fue miembro del Alto Comité Árabe como representante del partido. El 1 de octubre de 1937, después de disturbios y violencia durante la revuelta árabe de 1936-1939 en Palestina, la administración del Mandato Británico prohibió el ACA y varios otros partidos políticos árabes y arrestó a varios líderes políticos árabes. El Partido de la Reforma fue uno de los partidos disueltos y Khalidi fue uno de los líderes arrestados. Fue destituido como alcalde de Jerusalén y deportado a las Islas Seychelles, junto con otros cuatro líderes políticos nacionalistas árabes.